# Polska na zimowych igrzyskach olimpijskich
Oficjalnie Polacy biorą udział w zimowych igrzyskach olimpijskich, od początku ich istnienia, czyli od 1924 roku. Polska jest jednym z dwunastu krajów, które wzięły udział we wszystkich zimowych igrzyskach olimpijskich.
Pierwszy medal na zimowych igrzyskach olimpijskich dla Polski zdobył Franciszek Gąsienica Groń (brązowy) w kombinacji norweskiej podczas igrzysk w 1956 roku.
Pierwszym polskim złotym medalistą w historii ZIO jest skoczek narciarski Wojciech Fortuna, któremu udało się to osiągnąć podczas igrzysk w 1972 roku.
Najwięcej medali, bo 9 (4 złote, 3 srebrne i 2 brązowe) zdobyli skoczkowie narciarscy. Najbardziej utytułowanym polskim sportowcem w historii ZIO jest Kamil Stoch (skoki narciarskie), który zdobył 4 medale (3 złote i 1 brązowy), najwięcej wśród Polaków medali zimowych igrzysk zdobyła zaś Justyna Kowalczyk (biegi narciarskie), która stawała na olimpijskim podium pięciokrotnie (2 złote, 1 srebrny i 2 brązowe).

## Medale dla Polski na zimowych igrzyskach olimpijskich
| IO.                             | Liczba Polaków | złoto | srebro | brąz | razem |
| ------------------------------- | -------------- | ----- | ------ | ---- | ----- |
| Chamonix 1924                   | 7              | 0     | 0      | 0    | 0     |
| Sankt Moritz 1928               | 28             | 0     | 0      | 0    | 0     |
| Lake Placid 1932                | 16             | 0     | 0      | 0    | 0     |
| Garmisch-Partenkirchen 1936     | 23             | 0     | 0      | 0    | 0     |
| Sankt Moritz 1948               | 29             | 0     | 0      | 0    | 0     |
| Oslo 1952                       | 31             | 0     | 0      | 0    | 0     |
| Cortina d’Ampezzo 1956          | 51             | 0     | 0      | 1    | 1     |
| Squaw Valley 1960               | 13             | 0     | 1      | 1    | 2     |
| Innsbruck 1964                  | 51             | 0     | 0      | 0    | 0     |
| Grenoble 1968                   | 31             | 0     | 0      | 0    | 0     |
| Sapporo 1972                    | 47             | 1     | 0      | 0    | 1     |
| Innsbruck 1976                  | 59             | 0     | 0      | 0    | 0     |
| Lake Placid 1980                | 30             | 0     | 0      | 0    | 0     |
| Sarajewo 1984                   | 30             | 0     | 0      | 0    | 0     |
| Calgary 1988                    | 33             | 0     | 0      | 0    | 0     |
| Albertville 1992                | 52             | 0     | 0      | 0    | 0     |
| Lillehammer 1994                | 28             | 0     | 0      | 0    | 0     |
| Nagano 1998                     | 41             | 0     | 0      | 0    | 0     |
| Salt Lake City 2002             | 30             | 0     | 1      | 1    | 2     |
| Turyn 2006                      | 46             | 0     | 1      | 1    | 2     |
| Vancouver 2010                  | 47             | 1     | 3      | 2    | 6     |
| Soczi 2014                      | 59             | 4     | 1      | 1    | 6     |
| Pjongczang 2018                 | 63             | 1     | 0      | 1    | 2     |
| Pekin 2022                      | 57             | 0     | 0      | 1    | 1     |
| Mediolan/Cortina d’Ampezzo 2026 |                |       |        |      |       |
| Alpy Francuskie/Nicea 2030      |                |       |        |      |       |

## Igrzyska według zdobytych medali
| Lp. | Igrzyska               | Złoto | Srebro | Brąz | Razem | Medaliści | Pozycja |
| --- | ---------------------- | ----- | ------ | ---- | ----- | --------- | ------- |
| 1.  | Soczi 2014             | 4     | 1      | 1    | 6     | 9         | 11      |
| 2.  | Vancouver 2010         | 1     | 3      | 2    | 6     | 5         | 15      |
| 3.  | Pjongczang 2018        | 1     | –      | 1    | 2     | 4         | 20      |
| 4.  | Sapporo 1972           | 1     | –      | –    | 1     | 1         | 13      |
| 5.  | Turyn 2006             | –     | 1      | 1    | 2     | 2         | 20      |
| 5.  | Salt Lake City 2002    | –     | 1      | 1    | 2     | 1         | 21      |
| 5.  | Squaw Valley 1960      | –     | 1      | 1    | 2     | 2         | 11      |
| 6.  | Cortina d’Ampezzo 1956 | –     | –      | 1    | 1     | 1         | 12      |
| 6.  | Pekin 2022             | –     | –      | 1    | 1     | 1         | 27      |
|     | Razem                  | 7     | 7      | 9    | 23    | 19        | 23      |

## Medale w kolejności chronologicznej
| Lp. | Medal   | Data             | Igrzyska olimpijskie   | Zawodnik                                                                      | Dyscyplina          | Konkurencja                | Pkt / Czas       | Zwycięzca           |
| --- | ------- | ---------------- | ---------------------- | ----------------------------------------------------------------------------- | ------------------- | -------------------------- | ---------------- | ------------------- |
| 1.  | brązowy | 27 stycznia 1956 | Cortina d’Ampezzo 1956 | Franciszek Gąsienica Groń                                                     | Kombinacja norweska | indywidualnie              | 436.800 pkt      | Sverre Stenersen    |
| 2.  | srebrny | 21 lutego 1960   | Squaw Valley 1960      | Elwira Seroczyńska                                                            | Łyżwiarstwo szybkie | 1500 m                     | 0:02.25,7 godz.  | Lidija Skoblikowa   |
| 3.  | brązowy | 21 lutego 1960   | Squaw Valley 1960      | Helena Pilejczyk                                                              | Łyżwiarstwo szybkie | 1500 m                     | 0:02.27,1 godz.  | Lidija Skoblikowa   |
| 4.  | złoty   | 11 lutego 1972   | Sapporo 1972           | Wojciech Fortuna                                                              | Skoki narciarskie   | skocznia duża (K-90)       | 219.9 pkt        | –                   |
| 5.  | brązowy | 10 lutego 2002   | Salt Lake City 2002    | Adam Małysz                                                                   | Skoki narciarskie   | skocznia normalna (K-90)   | 263.0 pkt        | Simon Ammann        |
| 6.  | srebrny | 13 lutego 2002   | Salt Lake City 2002    | Adam Małysz                                                                   | skoki narciarskie   | skocznia duża (K-120)      | 269.7 pkt        | Simon Ammann        |
| 7.  | brązowy | 24 lutego 2006   | Turyn 2006             | Justyna Kowalczyk                                                             | Biegi narciarskie   | 30 km techniką dowolną     | 1:22.27,5 godz.  | Kateřina Neumannová |
| 8.  | srebrny | 25 lutego 2006   | Turyn 2006             | Tomasz Sikora                                                                 | Biathlon            | bieg masowy (15 km)        | 0:47.26,35 godz. | Michael Greis       |
| 9.  | srebrny | 13 lutego 2010   | Vancouver 2010         | Adam Małysz                                                                   | Skoki narciarskie   | skocznia normalna (HS 106) | 269.5 pkt        | Simon Ammann        |
| 10. | srebrny | 17 lutego 2010   | Vancouver 2010         | Justyna Kowalczyk                                                             | Biegi narciarskie   | sprint techniką klasyczną  | 0:03.40,3 godz.  | Marit Bjørgen       |
| 11. | brązowy | 19 lutego 2010   | Vancouver 2010         | Justyna Kowalczyk                                                             | biegi narciarskie   | 15 km – bieg łączony       | 0:40.07,4 godz.  | Marit Bjørgen       |
| 12. | srebrny | 20 lutego 2010   | Vancouver 2010         | Adam Małysz                                                                   | skoki narciarskie   | skocznia duża (HS 140)     | 269.4 pkt        | Simon Ammann        |
| 13. | złoty   | 27 lutego 2010   | Vancouver 2010         | Justyna Kowalczyk                                                             | biegi narciarskie   | 30 km techniką klasyczną   | 1:30.33,7 godz.  | –                   |
| 14. | brązowy | 27 lutego 2010   | Vancouver 2010         | Katarzyna Bachleda-Curuś Katarzyna Woźniak Luiza Złotkowska                   | Łyżwiarstwo szybkie | bieg drużynowy kobiet      | 0:03.03,73 godz. | Niemcy              |
| 15. | złoty   | 9 lutego 2014    | Soczi 2014             | Kamil Stoch                                                                   | Skoki narciarskie   | skocznia normalna (HS 106) | 278,0 pkt        | –                   |
| 16. | złoty   | 13 lutego 2014   | Soczi 2014             | Justyna Kowalczyk                                                             | Biegi narciarskie   | 10 km stylem klasycznym    | 0:28:17,8 godz.  | –                   |
| 17. | złoty   | 15 lutego 2014   | Soczi 2014             | Zbigniew Bródka                                                               | Łyżwiarstwo szybkie | 1500 m mężczyzn            | 1:45,006 min     | –                   |
| 18. | złoty   | 15 lutego 2014   | Soczi 2014             | Kamil Stoch                                                                   | skoki narciarskie   | skocznia duża (HS 140)     | 278,7 pkt        | –                   |
| 19. | brązowy | 22 lutego 2014   | Soczi 2014             | Zbigniew Bródka Konrad Niedźwiedzki Jan Szymański                             | łyżwiarstwo szybkie | bieg drużynowy mężczyzn    | 3:41,94 min      | Holandia            |
| 20. | srebrny | 22 lutego 2014   | Soczi 2014             | Natalia Czerwonka Katarzyna Bachleda-Curuś Katarzyna Woźniak Luiza Złotkowska | łyżwiarstwo szybkie | bieg drużynowy kobiet      | 3:05,55 min      | Holandia            |
| 21. | złoty   | 17 lutego 2018   | Pjongczang 2018        | Kamil Stoch                                                                   | Skoki narciarskie   | skocznia duża (HS 142)     | 285,7 pkt        | –                   |
| 22. | brązowy | 19 lutego 2018   | Pjongczang 2018        | Stefan Hula Maciej Kot Dawid Kubacki Kamil Stoch                              | skoki narciarskie   | konkurs drużynowy          | 1072,4 pkt       | Norwegia            |
| 23. | brązowy | 6 lutego 2022    | Pekin 2022             | Dawid Kubacki                                                                 | skoki narciarskie   | skocznia normalna mężczyzn | 265,9 pkt        | Ryōyū Kobayashi     |

## Medale na poszczególnych igrzyskach

### Pekin 2022
| brązowe medale |
| -------------- |

1. Dawid Kubacki – skoki narciarskie, skocznia normalna (HS 106)

### Pjongczang 2018
| złote medale |
| ------------ |

1. Kamil Stoch – skoki narciarskie, skocznia duża (HS 142)

| brązowe medale |
| -------------- |

1. Stefan Hula, Maciej Kot, Dawid Kubacki, Kamil Stoch – skoki narciarskie, konkurs drużynowy

### Soczi2014
| złote medale |
| ------------ |

1. Kamil Stoch – skoki narciarskie, skocznia normalna (HS 106)
2. Justyna Kowalczyk – biegi narciarskie, 10 km techniką klasyczną
3. Zbigniew Bródka – łyżwiarstwo szybkie, 1500 m
4. Kamil Stoch – skoki narciarskie, skocznia duża (HS 140)

| srebrne medale |
| -------------- |

1. Natalia Czerwonka, Katarzyna Bachleda-Curuś, Katarzyna Woźniak, Luiza Złotkowska – łyżwiarstwo szybkie, bieg drużynowy kobiet

| brązowe medale |
| -------------- |

1. Zbigniew Bródka, Konrad Niedźwiedzki, Jan Szymański – łyżwiarstwo szybkie, bieg drużynowy mężczyzn

### Vancouver2010
| złote medale |
| ------------ |

1. Justyna Kowalczyk – biegi narciarskie, 30 km ze startu wspólnego stylem klasycznym

| srebrne medale |
| -------------- |

1. Justyna Kowalczyk – biegi narciarskie, sprint indywidualnie na 1,4 km stylem klasycznym
2. Adam Małysz – skoki narciarskie, skocznia normalna (HS 106)
3. Adam Małysz – skoki narciarskie, skocznia duża (HS 140)

| brązowe medale |
| -------------- |

1. Justyna Kowalczyk – biegi narciarskie, technika łączona na 15 km
2. Katarzyna Bachleda-Curuś, Katarzyna Woźniak, Luiza Złotkowska – łyżwiarstwo szybkie, bieg drużynowy kobiet

### Turyn2006
| srebrne medale |
| -------------- |

1. Tomasz Sikora – biathlon, 15 km ze startu wspólnego

| brązowe medale |
| -------------- |

1. Justyna Kowalczyk – biegi narciarskie, 30 km techniką dowolną ze startu wspólnego

### Salt Lake City2002
| srebrne medale |
| -------------- |

1. Adam Małysz – skoki narciarskie, skocznia duża (K-120)

| brązowe medale |
| -------------- |

1. Adam Małysz – skoki narciarskie, skocznia normalna (K-90)

### Sapporo1972
| złote medale |
| ------------ |

1. Wojciech Fortuna – skoki narciarskie, skocznia duża (K-90)

### Squaw Valley1960
| srebrne medale |
| -------------- |

1. Elwira Seroczyńska – łyżwiarstwo szybkie, 1500 m

| brązowe medale |
| -------------- |

1. Helena Pilejczyk – łyżwiarstwo szybkie, 1500 m

### Cortina d’Ampezzo1956
| brązowe medale |
| -------------- |

1. Franciszek Gąsienica Groń – kombinacja norweska

## Medale według dyscypliny
| Lp. | Dyscyplina          | Złoto | Srebro | Brąz | Razem | Medaliści |
| --- | ------------------- | ----- | ------ | ---- | ----- | --------- |
| 1   | skoki narciarskie   | 4     | 3      | 3    | 10    | 6         |
| 2   | biegi narciarskie   | 2     | 1      | 2    | 5     | 1         |
| 3   | łyżwiarstwo szybkie | 1     | 2      | 3    | 6     | 9         |
| 4   | biathlon            | –     | 1      | –    | 1     | 1         |
| 5   | kombinacja norweska | –     | –      | 1    | 1     | 1         |
|     | Razem               | 7     | 7      | 9    | 23    | 18        |

## Medale według zawodników
| Lp. | Zawodnik                                                    | Złoto | Srebro | Brąz | Razem | Dyscyplina          |
| --- | ----------------------------------------------------------- | ----- | ------ | ---- | ----- | ------------------- |
| 1   | Kamil Stoch                                                 | 3     | –      | 1    | 4     | skoki narciarskie   |
| 2   | Justyna Kowalczyk                                           | 2     | 1      | 2    | 5     | biegi narciarskie   |
| 3   | Zbigniew Bródka                                             | 1     | –      | 1    | 2     | łyżwiarstwo szybkie |
| 4   | Wojciech Fortuna                                            | 1     | –      | –    | 1     | skoki narciarskie   |
| 5   | Adam Małysz                                                 | –     | 3      | 1    | 4     | skoki narciarskie   |
| 6   | Katarzyna Bachleda-Curuś Katarzyna Woźniak Luiza Złotkowska | –     | 1      | 1    | 2     | łyżwiarstwo szybkie |
| 7   | Elwira Seroczyńska                                          | –     | 1      | –    | 1     | łyżwiarstwo szybkie |
| 7   | Tomasz Sikora                                               | –     | 1      | –    | 1     | biathlon            |
| 7   | Natalia Czerwonka                                           | –     | 1      | –    | 1     | łyżwiarstwo szybkie |
| 10  | Dawid Kubacki                                               | –     | –      | 2    | 2     | skoki narciarskie   |
| 11  | Franciszek Gąsienica Groń                                   | –     | –      | 1    | 1     | kombinacja norweska |
| 11  | Helena Pilejczyk                                            | –     | –      | 1    | 1     | łyżwiarstwo szybkie |
| 11  | Konrad Niedźwiedzki Jan Szymański                           | –     | –      | 1    | 1     | łyżwiarstwo szybkie |
| 11  | Stefan Hula Maciej Kot                                      | –     | –      | 1    | 1     | skoki narciarskie   |
|     | Razem                                                       | 7     | 7      | 9    | 23    | –                   |

## Miejsca punktowane i zdobyte punkty
| Rok igrzysk | Liczba konkurencji | Polscy uczestnicy | Polscy uczestnicy | Liczba lokat finałowych | Liczba lokat finałowych | Liczba lokat finałowych | Liczba lokat finałowych | Liczba lokat finałowych | Liczba lokat finałowych | Liczba lokat finałowych | Liczba lokat finałowych | Medale | Finały | Punkty | Pkt./Start | % miejsc pkt. |
| Rok igrzysk | Liczba konkurencji | Sportowcy         | Starty            | 1.                      | 2.                      | 3.                      | 4.                      | 5.                      | 6.                      | 7.                      | 8.                      | Medale | Finały | Punkty | Pkt./Start | % miejsc pkt. |
| ----------- | ------------------ | ----------------- | ----------------- | ----------------------- | ----------------------- | ----------------------- | ----------------------- | ----------------------- | ----------------------- | ----------------------- | ----------------------- | ------ | ------ | ------ | ---------- | ------------- |
| 1924        | 16                 | 4                 | 11                | –                       | –                       | –                       | –                       | –                       | –                       | –                       | 1                       | –      | 1      | 1      | 0,091      | 9,09          |
| 1928        | 14                 | 28                | 18                | –                       | –                       | –                       | –                       | –                       | –                       | –                       | –                       | –      | –      | –      | 0,000      | 0,00          |
| 1932        | 14                 | 15                | 13                | –                       | –                       | –                       | 1                       | –                       | –                       | 1                       | –                       | –      | 2      | 7      | 0,538      | 15,38         |
| 1936        | 17                 | 20                | 19                | –                       | –                       | –                       | –                       | 1                       | –                       | 2                       | –                       | –      | 3      | 8      | 0,421      | 15,79         |
| 1948        | 22                 | 28                | 24                | –                       | –                       | –                       | –                       | –                       | 1                       | –                       | –                       | –      | 1      | 3      | 0,125      | 4,17          |
| 1952        | 22                 | 30                | 27                | –                       | –                       | –                       | –                       | –                       | 1                       | –                       | –                       | –      | 1      | 3      | 0,111      | 3,70          |
| 1956        | 24                 | 51                | 44                | –                       | –                       | 1                       | –                       | 1                       | –                       | –                       | 1                       | 1      | 3      | 11     | 0,250      | 6,82          |
| 1960        | 30                 | 13                | 23                | –                       | 1                       | 1                       | 1                       | 1                       | 3                       | 1                       | –                       | 2      | 8      | 33     | 1,435      | 34,78         |
| 1964        | 34                 | 51                | 64                | –                       | –                       | –                       | 1                       | 2                       | 2                       | 2                       | 2                       | –      | 9      | 25     | 0,391      | 14,06         |
| 1968        | 37                 | 31                | 44                | –                       | –                       | –                       | 4                       | 2                       | 4                       | 1                       | 1                       | –      | 12     | 43     | 0,977      | 27,27         |
| 1972        | 35                 | 47                | 40                | 1                       | –                       | –                       | –                       | 1                       | 4                       | 2                       | –                       | 1      | 8      | 28     | 0,700      | 20,00         |
| 1976        | 37                 | 56                | 63                | –                       | –                       | –                       | –                       | –                       | 1                       | –                       | 2                       | –      | 3      | 5      | 0,079      | 4,76          |
| 1980        | 38                 | 30                | 20                | –                       | –                       | –                       | –                       | 2                       | 1                       | 1                       | –                       | –      | 4      | 13     | 0,650      | 20,00         |
| 1984        | 39                 | 30                | 23                | –                       | –                       | –                       | –                       | 1                       | 1                       | 2                       | 1                       | –      | 5      | 12     | 0,522      | 21,74         |
| 1988        | 46                 | 32                | 21                | –                       | –                       | –                       | –                       | 2                       | –                       | 1                       | –                       | –      | 3      | 10     | 0,476      | 14,29         |
| 1992        | 57                 | 53                | 68                | –                       | –                       | –                       | –                       | –                       | –                       | –                       | 1                       | –      | 1      | 1      | 0,015      | 1,47          |
| 1994        | 61                 | 28                | 49                | –                       | –                       | –                       | –                       | 1                       | –                       | 1                       | 2                       | –      | 4      | 8      | 0,163      | 8,16          |
| 1998        | 68                 | 39                | 61                | –                       | –                       | –                       | –                       | 2                       | 1                       | –                       | 1                       | –      | 4      | 12     | 0,197      | 6,56          |
| 2002        | 78                 | 30                | 43                | –                       | 1                       | 1                       | 1                       | –                       | 1                       | 1                       | –                       | 2      | 5      | 23     | 0,535      | 11,63         |
| 2006        | 84                 | 47                | 75                | –                       | 1                       | 1                       | –                       | 2                       | –                       | 3                       | 2                       | 2      | 9      | 29     | 0,387      | 12,00         |
| 2010        | 86                 | 47                | 88                | 1                       | 3                       | 2                       | –                       | 2                       | 1                       | 2                       | 1                       | 6      | 12     | 57     | 0,648      | 13,64         |
| 2014        | 98                 | 59                | 116               | 4                       | 1                       | 1                       | 1                       | 2                       | 2                       | 3                       | 1                       | 6      | 15     | 71     | 0,612      | 12,93         |
| 2018        | 102                | 62                | 104               | 1                       | –                       | 1                       | 1                       | 1                       | 1                       | 3                       | 1                       | 2      | 9      | 33     | 0,317      | 8,65          |
| 2022        | 109                | 57                | 100               | –                       | –                       | 1                       | 2                       | 1                       | 4                       | 1                       | 4                       | 1      | 13     | 38     | 0,380      | 13,00         |